# Royal Society of Canada
De Royal Society of Canada (Frans: Société royale du Canada), ook werkend onder de naam RSC: The Academies of Arts, Humanities and Sciences of Canada (SRC: Les académies des arts, des lettres et des sciences du Canada), kortweg RSC, is het oudste wetenschappelijk genootschap in Canada. De RSC is opgericht in 1882 door de toenmalige gouverneur-generaal van Canada, John Campbell, en legt zich toe op het bevorderen van het onderzoek in de natuurwetenschappen, sociale wetenschappen, en de menswetenschappen. De RSC is gemodelleerd naar de Royal Society of London en het Institut de France, en heeft ongeveer 1800 leden (fellows). Het is een tweetalige organisatie. Wie is toegelaten als fellow mag de toevoeging FRSC (Engels) of MSRC (Frans) achter zijn of haar naam plaatsen. De RSC houdt een jaarlijks symposium en reikt prijzen uit voor wetenschappelijk werk en voor literatuur.
De RSC bestaat uit drie academies:
- The Academy of Arts and Humanities (Academy I)
- The Academy of Social Sciences (Academy II)
- The Academy of Science (Academy III)